# Abbaye de Cluny
Pour les articles homonymes, voir Abbaye Saint-Pierre et Cluny.
L'abbaye de Cluny est une abbaye bénédictine située à Cluny, en France.
Fondée le 11 septembre 910 (ou 909) par le duc d'Aquitaine et comte d'Auvergne Guillaume Ier, symbole du renouveau monastique au Moyen Âge, Cluny fut un foyer de réforme de la règle bénédictine et un centre intellectuel de premier plan.
Il ne subsiste aujourd'hui qu'une partie des bâtiments, faisant l'objet de protections au titre des monuments historiques et gérés par le centre des monuments nationaux. L'ancienne abbaye dispose du label du patrimoine européen. Les bâtiments de l'abbaye abritent depuis 1890 l'un des campus de l'École nationale supérieure d'arts et métiers.

## Fondation

### Contexte: la France au début duXesiècle
Vers 900, la France est encore dirigée par la dynastie carolingienne, mais qui désormais alterne avec les Robertiens. Sous la pression des attaques des Vikings, des Sarrasins, et bientôt des Magyars, l'autorité royale s'est fortement affaiblie, et les princes territoriaux et les seigneurs ont de fait pris en grande part leur indépendance. L'effacement du pouvoir royal est particulièrement prononcé au sud, car le roi ne se rend au Sud de la Loire que dans des occasions extrêmement rares. Dans le Mâconnais, où se trouve le site de Cluny, les seigneurs châtelains (qui possède un château) et immunistes (qui n'est soumis à aucune autorité extérieure, que ce soit le roi, les évêques ou les autres grands) contestent le pouvoir et choisissent les prélats. L'Église est prise dans le système féodal et dans l'affrontement entre les abbés et les évêques au sujet des dîmes. Le clergé régulier est particulièrement touché par la crise : de nombreux monastères sont victimes des raids scandinaves et de l'accaparement des aristocrates. La « crise » est aussi morale puisque la règle de Benoît de Nursie n'est plus respectée à la lettre. Écrite au VIe siècle, la règle bénédictine prévoit que les moines soient dirigés par un abbé et qu'ils partagent leur temps entre la prière, la lecture et le travail manuel. Au début du IXe siècle, Benoît d'Aniane tente de la diffuser dans tous les monastères de l'Empire carolingien. Mais le travail manuel est délaissé aux convers, au profit de la prière. Les laïcs nomment des abbés qui leur sont fidèles et contrôlent ainsi les domaines fonciers des établissements réguliers.

### Une abbaye bénédictine indépendante du pouvoir séculier
L'abbaye est fondée dans ce contexte, et sur le modèle de celle d'Aurillac, par une charte rédigée à Bourges le 11 septembre 909 ou 910,, par le comte de Mâcon, Guillaume Ier le Pieux, duc d'Aquitaine et comte d'Auvergne, qui la place sous l'autorité immédiate du pape. Le comte octroie une villa située près de Mâcon à Bernon, abbé de Baume-les-Messieurs et de plusieurs monastères dans la région. C'est ce dernier qui choisit le site de Cluny et construit les premiers bâtiments conventuels avec l'aide de douze moines des abbayes de Gigny et de Baume,. L'abbaye est reconnue comme chef d'ordre par le pape Jean XI, sous l'abbatiat d'Odon en 931.
Guillaume renonce à tous ses droits sur Cluny et permet à l'abbé d'être choisi par les moines. Il place la communauté monastique sous le patronage des apôtres Pierre et Paul ; Cluny passe désormais sous la protection directe du pape, sous le pontificat de Serge III. C'est une abbaye immunitaire, c'est-à-dire qu'elle est indépendante à la fois de l'évêque et des seigneurs de la région, et elle ne doit obéissance qu'au pape. Cet élément joue un grand rôle dans le développement de l'abbaye.
Lors de la fondation, le comte impose le respect de la règle bénédictine et attend que les moines prient pour son salut :

« Je fais ce don stipulant qu'un monastère régulier devra être construit à Cluny […], dont les moines vivront en communauté selon la règle du bienheureux Benoît. […] Que soit ainsi établi en cet endroit un asile de prières où s'accompliront fidèlement les vœux et les oraisons. Que soit ainsi recherché et poursuivi, avec une volonté profonde et une ardeur totale, le dialogue avec le ciel. Que des prières, des demandes et des supplications y soient sans cesse adressées au Seigneur tant pour moi que pour tous ceux dont j'ai précédemment évoqué la mémoire. »

## Construction de l'abbaye
L'abbaye de Cluny est construite en plusieurs étapes, selon l'ordre établi par Kenneth John Conant.

### Cluny I
L'abbé Bernon, premier abbé de Cluny, commence la construction de l'abbatiale Cluny I en 910. Cluny I est terminée sous son successeur Odon et consacrée avant 927. L’église préexistante de Cluny est alors convertie en chapelle dédiée à la Vierge Marie. Il ne restera plus rien  de Cluny I, qui est détruite pour laisser place aux édifices de l’abbaye de Cluny II. Des vestiges trouvés en fouilles sous le bâtiment du XVIIIe siècle pourraient correspondre à la crypte d'un édifice antérieur à Cluny II, difficile à dater. La découverte d'un sarcophage mérovingien donne peu d'information, dans la mesure où il n'est pas possible de conclure s'il est in situ ou remployé.

### Cluny II
Le complexe monastique de Cluny II est connu grâce aux descriptions du Liber Tramitis, un coutumier des années 1035-1040. Le quatrième abbé de Cluny (954-994), Maïeul, construit Cluny II à partir de 963, pour remplacer l'édifice précédent, devenu trop étroit ; l'église abbatiale est consacrée en 981. Cluny II se caractérise par un chevet complexe avec plusieurs absidioles et une galilée (avant-nef), située à l'ouest. Le développement du chevet témoigne de l'essor de la liturgie et des pèlerinages. À la croisée du transept (étroit) et du vaisseau central (large), s'élève un haut clocher, du type de celui qui subsiste à Chapaize. Cette disposition du clocher au-dessus de la croisée devient la règle quasiment absolue pour toutes les églises romanes de la région.
Deux autres sanctuaires sont élevés dans son voisinage: un petit édifice tréflé, la chapelle cémétériale, sous le vocable de Notre-Dame du cimetière, ou bien du Saint-Sépulcre, ainsi qu'une grande chapelle (40 m de long), dédiée à la Vierge, communiquant au chapitre, cette fois-ci pour les dévotions de la communauté et pour les infirmes. Cette dernière est probablement construite autour de 1080-1090.

### Cluny III
L'ensemble de Cluny III est connu par d'anciens plans.
La construction de Cluny III débute vers 1080 sous l'abbatiat de Hugues de Semur. L'expansion de l'Ordre, le nombre de moines sans cesse croissant participant aux offices, et les chantiers imposants ouverts dans toutes les abbayes rivales, voire de simples prieurés, rendent obsolète l'abbatiale de Maïeul, décrite comme « bergerie étroite et vétuste » dans la Vie de saint Hugues par Geilon vers 1115. En 1088 a lieu la pose symbolique d'une première pierre. En 1095, le pape Urbain II consacre deux pierres d'autel et trois chapelles au milieu du chantier. La nef est fermée et consacrée en 1130, mais l'édifice est loin d'être achevé : le bras nord du transept, les tours et l'avant-nef sont, au mieux, commencés à cette date. Interrompu au cours de la deuxième moitié du XIIe siècle, le chantier reprend au début du XIIIe siècle et voit l'achèvement de l'immense avant-nef en 1220 par l'abbé Rolland Ier de Hainaut, de style gothique. L'abbatiale devient alors, pour trois siècles, le plus grand édifice religieux d'Occident (187 mètres de long), jusqu'à la reconstruction de la basilique Saint-Pierre de Rome en 1506.

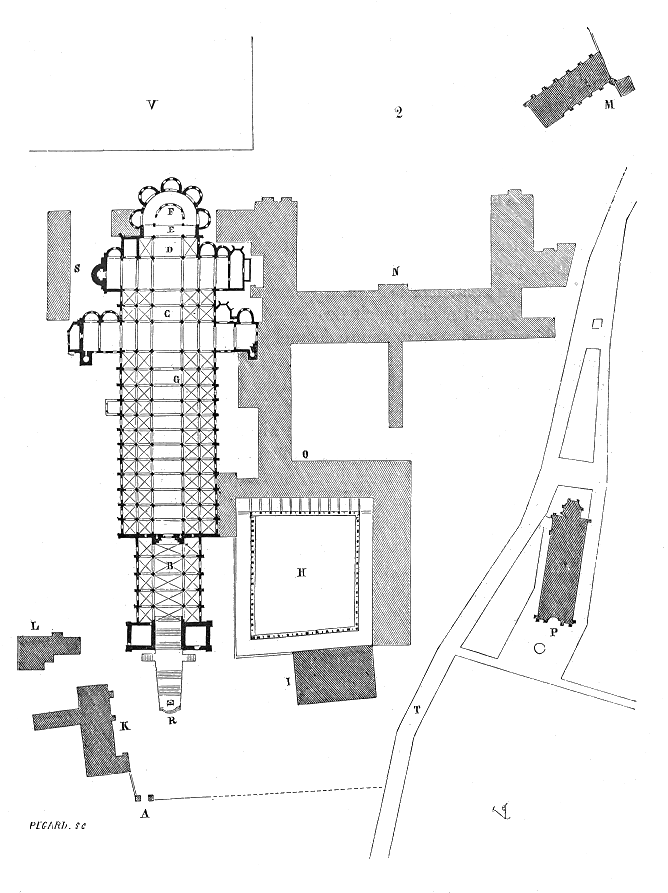
Plan de l'abbaye de Cluny (selon Viollet-le-Duc).

Le plan de l'édifice est en forme de croix archiépiscopale : il y a deux transepts. Le grand transept, dont un bras subsiste aux trois quarts, est long à lui seul comme une petite cathédrale. Il est surmonté de trois clochers : le « clocher de l'Eau bénite » surplombera jusqu'à nos jours le bras sud, le « clocher des Bisans » surplombe le bras nord, et enfin le « clocher du Chœur », le plus imposant de tout l'édifice, couronne la croisée centrale. Plus loin vers l'est, au milieu du chœur, se trouve un petit transept, appelé « transept matutinal », qui subsistera aussi en partie. Son croisillon central est surmonté d'une tour, dite « Tour des lampes », dont la fonction est mal définie : elle comporte en effet un tambour octogonal sans aucune ouverture, surmonté d'une flèche.
La nef est encadrée par quatre collatéraux et la voûte s'élève à 33 mètres au-dessus du sol.

## Histoire de l'abbaye

### L'apogée (Xe–XIIesiècles)
Pendant l'abbatiat d'Odon de Cluny (927-942), Cluny obtient le droit de battre monnaie et un grand nombre de monastères bénédictins se rassemblent sous son autorité. Odon met en place la bibliothèque et l'école. De son temps, les donations sont quasiment multipliées par quatre (21 donations sous l’abbé Bernon, 82 sous Odon) et leur accroissement continue sous Aymard (272 donations), Mayeul (620 donations), Odilon (613 donations) et Hugues (786 donations). Une part importante de ces donations concerne des moulins, outils de production générateurs de revenus notables et sûrs, qui font l'objet de 44 % des donations entre 910 et 1156,.
Pendant les quarante années d'abbatiat de Mayeul, ses liens avec le Saint-Empire favorisent l'extension de l’Ecclesia cluniacensis vers l'est. Mayeul est certainement l'un des conseillers écoutés d'Hugues Capet, duc puis roi des Francs, ce qui lui permet de réformer des monastères et d'y placer des abbés réguliers. Enfin, il poursuit les relations qu'Odon avait nouées avec la papauté.
Sous l'abbatiat d'Odilon de Mercœur (994-1049), Cluny devient un seigneur et obtient un privilège d’exemption octroyé par le pape Grégoire V en 998. Ce privilège, qui permet à l'abbaye d'être indépendante de l'évêque de Mâcon, est prolongé par Jean XIX en 1024.
L'abbatiat de Pons de Melgueil (1109-1122) est marqué par les crises internes de l'ordre clunisien, dues à la concurrence de l'érémitisme et de nouveaux ordres (cisterciens et chartreux).
Le 6 mars 1058, le pape Étienne IX confirme le privilège monétaire de Cluny.
Le 25 octobre 1095 est solennellement proclamé le ban sacré de l'abbaye de Cluny, par le pape Urbain II. À la demande de l'abbé Hugues, le pape assigne autour de l'abbaye un espace de paix auquel il donne le nom de ban sacré, dont le contour s'appuie sur dix points caractéristiques de l'environnement (espace inviolable intégrant plusieurs doyennés).
Les statuts d'Hugues V de Cluny (1199-1207) organisent un chapitre généralement annuel.
L'abbaye s'enrichit rapidement grâce aux dons des fidèles. Elle est un lieu de pèlerinage important, avec plus de mille reliques vénérées. Alphonse VI octroie une rente annuelle de 100 000 deniers clunisiens vers 1077. Les autres revenus de l'abbaye proviennent des droits seigneuriaux et banaux qu'elle prélève et des sommes versées par ses prieurés.
Son réseau de prieurés, doyennés et granges assure le maillage de ses importants domaines, et est à l'origine d'un important patrimoine bâti, dont il subsiste encore de nombreux édifices qui témoignent de l'organisation économique médiévale. Ces structures domaniales se mettent en place dès le XIe siècle, et sont mentionnées dans les coutumes : le decannus (doyenné) se situe jusqu'à une demi-journée de marche de Cluny, et dépendent directement du grand-prieur de l'abbaye. La plupart de ces sites se situaient de part et d'autre de la Grosne.
Le succès de Cluny, qui essaime dans toute la chrétienté latine, est dû à son émancipation du pouvoir seigneurial et épiscopal, sa structure en réseau de « provinces », mais aussi à l'action de ses abbés, qui connaissent une longévité exceptionnelle. Sa situation géographique, à la charnière entre Europe du Nord et du Sud, entre royaume de France et Empire, est également favorable. Désigné comme « la seconde Rome », son rayonnement intellectuel et artistique dans tout l'Occident chrétien est tel qu'à son apogée, l'ordre compte 10 000 moines répartis dans 1 184 monastères clunisiens (dont 883 pour les provinces françaises, 99 pour l'Allemagne et la Suisse, 44 pour l'Angleterre, 54 pour la Lombardie, 31 pour l'Espagne),.

### Cluny, un centre majeur de culture
L'abbaye constitue un foyer intellectuel et culturel important du Xe au XIIe siècle : Odon rassemble les premiers manuscrits de la bibliothèque en rapportant des livres provenant de Saint-Martin de Tours. Les ouvrages conservés à Cluny se multiplient rapidement grâce à l'activité du scriptorium : on en connaît le nombre (570) grâce au grand catalogue (XIe et XIIe siècles). La bibliothèque conserve des œuvres patristiques et des maîtres carolingiens, parmi lesquels Jean Scot Érigène. Sous l'abbatiat de Pierre le Vénérable qui fait agrandir l'hospice et l'infirmerie, elle est plus importante que celle de l'abbaye du Mont-Cassin en Italie. On peut y trouver des textes latins (Tite-Live, Ovide, Cicéron), mais aussi des livres de médecine ou de musique.
C'est à Cluny que Raoul Glaber rédige la plus grande partie de ses Histoires à partir de 1031. Les abbés sont aussi des auteurs. Odon de Cluny produit une Vie de Géraud d’Aurillac. Les moines clunisiens écrivent aussi des récits hagiographiques. La chancellerie de l'abbaye produit plusieurs cartulaires ainsi que les coutumes de l'établissement. Le Guide du pèlerin est sans doute écrit par Aymeri Picaud à Cluny au XIIe siècle.
Cluny est aussi un centre d'études de premier ordre. Le droit romain est resté vivant par l'étude de fragments de textes juridiques datant du règne de Justinien Ier. Les thèses néoplatoniciennes y survivent et nourrissent la réflexion sur l'organisation de la société. Les chapiteaux du déambulatoire de l'abbatiale de Cluny III figurent les arts libéraux, autrement dit les disciplines enseignées au Moyen Âge. Enfin de l'abbaye sortent des personnages éminents tels que le pape Urbain II.

## Hôtes illustres
Ont séjourné à Cluny :
- Gélase II
- Eugène III
- Abélard
- Rencontre de Louis IX et d'Innocent IV en 1245
- Louis XIV[réf. nécessaire]

## Déclin et destruction des édifices

### DuXIIesiècleà la Révolution
À partir du XIIe siècle, Cluny connaît des difficultés financières importantes, provoquées en grande partie par la construction de la troisième abbatiale. La charité aux pauvres augmente les dépenses. Le rayonnement de l'abbaye s'affaiblit progressivement devant la montée d'autres ordres religieux (cisterciens, puis mendiants au XIIIe siècle). La mauvaise gestion des terres, la réticence des filiales à payer le cens annuel sont autant de sources de revenus en moins. L'établissement contracte des emprunts et finit par s'endetter auprès de ses créanciers, marchands de Cluny ou Juifs de Mâcon. Les conflits avec les prieurés se multiplient et l'autorité du pape devient plus pesante. Au XIVe siècle, le pape nomme fréquemment les abbés. Les crises de la fin du Moyen Âge et les guerres de religion au XVIe siècle affaiblissent un peu plus l'abbaye. Les moines vivent dans le luxe et ne sont plus qu'une soixantaine au milieu du XVe siècle. À partir du concordat de Bologne en 1516, le roi choisit l'abbé de Cluny.

### Pendant la Révolution
La période révolutionnaire est fatale à l'ensemble des édifices monastiques et particulièrement à l'abbaye de Cluny.
Le 29 juillet 1789, une bande de révolutionnaires incendie plusieurs demeures seigneuriales des environs et, arrivée à Cluny pour incendier l'abbaye, est repoussée par la milice des habitants de Cluny.
En octobre 1789, les enfants élevés à l'abbaye doivent être rendus à leurs familles, à la suite d'un décret de l'Assemblée constituante du 28 octobre 1789.
Le décret du 2 novembre 1789 met les biens ecclésiastiques à la disposition de l'État, en mettant à la charge de ce dernier leur entretien.
Le 13 février 1790, un nouveau décret supprime les congrégations et les ordres ecclésiastiques. En 1791, les moines doivent quitter l'abbaye, où la messe est célébrée pour la dernière fois le 25 octobre 1791. Certains d'entre eux seront emprisonnés et déportés.
Les bâtiments de l'abbaye sont laissés ensuite sans entretien et vidés de leur contenu, les cloches sont décrochées en 1793, les mausolées et les statues de l'abbatiale sont vandalisés. Les grilles sont brisées, les statues en bois, les peintures, les archives sont brûlées. La vente, comme « biens nationaux », des biens du clergé a fait passer bien des trésors architecturaux entre les mains des révolutionnaires et autres profiteurs. La sinistre Bande Noire, dénoncée par Balzac dans plusieurs de ses romans, était une association de spéculateurs qui achetaient à bas prix les châteaux, abbayes, et autres monuments confisqués, dans le but de les revendre avec profit ou bien de les démolir et d'en vendre les matériaux. Cette abbaye comme celle de Saint-Wandrille et le château de Richelieu en sont des exemples.
Avec le rétablissement du culte, en février 1795, la commune et les habitants de Cluny souhaitent la conversion de l'abbatiale en église paroissiale et celle des autres bâtiments de l'abbaye en fabrique. Mais ils ne sont pas entendus par l'administration et les ventes de bâtiments commencent en 1797 pour se poursuivre jusqu'en avril 1798.
L'abbatiale est achetée par une bande noire de Mâcon pour 2,14 millions de francs en assignats, équivalant avec l'inflation à 50 000 francs de 1790, et sa démolition commence en juillet 1798.
En août 1800, l'abbatiale est visitée par Alexandre Lenoir qui se préoccupe du sort du mausolée du cardinal de Bouillon, abbé de Cluny sous Louis XIV. Frappé par l'ampleur et la singularité de l'abbatiale, Alexandre Lenoir intervient auprès du ministre de l'intérieur, Chaptal, en faveur de sa conservation.
En novembre 1800, Chaptal ordonne au préfet de suspendre la démolition. En contravention avec un arrêté du préfet renouvelé en juin 1801, les démolisseurs poursuivent la démolition de l'abbatiale, et pour la rendre irréversible, commencent par l'ouverture d'une rue à travers la nef.
Le 8 mai 1810, on fait exploser la façade et le grand portail. L'abbaye sert de carrière de pierres jusqu'en 1813 pour les maisons du bourg.
Il ne reste plus, de nos jours, que 8 % de l'édifice initial.

### LeXIXesiècle
Dans les années 1860, à l'initiative du ministre de l'Instruction publique Victor Duruy, Cluny est dotée d'une école normale spéciale, qui s'installe dans les édifices de l'ancienne abbaye et dont la première rentrée a lieu le 1er novembre 1866.

### LeXXesiècle
Le 11 août 1944, la ville est bombardée et une bombe dégage la place devant l'avant-nef.

## Sauvegarde et protection des vestiges
Dès les années 1820-1830, dans la chapelle de style gothique flamboyant Jean de Bourbon, la ville de Cluny abrite son premier dépôt lapidaire autour des chapiteaux du rond-point. Un musée est ouvert en 1886 au palais Jean de Bourbon.
Aujourd'hui, il ne reste que des édifices construits aux XVIIe et XVIIIe siècles, notamment un cloître, ainsi qu'une petite partie de l'abbatiale dite Cluny III. De cette dernière ne subsistent que les bras sud du grand et du petit transept, ainsi que le clocher de l'Eau bénite, qui coiffe le croisillon sud du grand transept. On peut voir aussi les restes des tours des Barabans, qui encadraient le portail, et les parties basses de l'avant-nef. Tout cela représente moins de 10 % de la surface de Cluny III qui fut la plus grande église de l'Occident jusqu'à la construction de Saint-Pierre de Rome, cinq siècles plus tard. L'abbaye abrite depuis 1901 un campus Arts et Métiers, formant des ingénieurs.

### Kenneth John Conant
En 1926, l'archéologue américain Kenneth John Conant commence ses recherches sur l'abbatiale. À partir de 1927, il reprend les fouilles menées avant la Première Guerre mondiale par Edmond Malo, architecte en chef des Monuments historiques pour la Bourgogne. Ses fouilles se poursuivent jusqu'en 1950, financées par la Medieval Academy of America. Conant publie sa monographie avec les dessins de restitutions en 1968. À propos de cet édifice, il écrit que « c'était un témoin de l'art roman supérieur à tout autre ». Dès 1938-1940, une maquette est réalisée à partir des hypothèses de Conant : les parties disparues sont restituées en volume au moyen d'une armature métallique. Cette maquette est exposée à la Cité de l'architecture et du patrimoine, dans la section consacrée à la Bourgogne romane.

### Fouilles archéologiques des années 1990
De nouvelles fouilles, menées en 1991-1992, sont effectuées dans des cours intérieures (Galilée, chapelle de la congrégation) et permettent de dégager des élévations encore importantes de structures secondaires liées aux abbatiales de Cluny II et III. Des sépultures modernes sont aussi trouvées. Le résultat de ces fouilles contribue à une meilleure compréhension des circulations monastiques, mais aussi des processus de construction des chantiers des deux dernières abbatiales.

### Reconstitutions en 3D
L'abbaye de Cluny dispose d'une riche histoire de reconstitutions en images de synthèse, en premier lieu avec le programme Cluny IV, initié par une équipe allemande qui dès 1990-1991 a produit une cartographie en trois dimensions de l'abbaye qui s'appuyait sur le plan de fouille de 1968, tandis que deux étudiants ingénieurs des Arts et métiers, à l'aide de simples ordinateurs Atari, s'engageaient dans le même travail. Ces étudiants s'intéressaient non seulement au plan de l'abbaye mais aux matières. Leurs moyens informatiques ne permettaient pas d'atteindre leurs ambitions alors ils se sont rapidement tournés vers IBM qui les a accompagnés afin de produire des représentations animées en images de synthèses, sur ordinateurs IBM RS6000 et à l'aide des logiciels IBM CAD, CATIA et TDImage. Le résultat a été présenté dès juin 1992 au musée Ochier à Cluny, puis en 1993 au musée de Cluny à Paris.
En 2009, les Arts et Métiers entreprennent une campagne de numérisation de Cluny III dans le cadre du projet Gunzo. Cela a abouti à une reconstitution virtuelle en 3D de l’ensemble de l'édifice. En 2012, une exposition au musée du Moyen Âge, « Cluny 1120 au seuil de la major ecclesia », est consacrée à ce travail.

### Classement à l'inventaire des monuments historiques
L'ancienne abbaye fait l’objet d’un classement au titre des monuments historiques par la liste de 1862. Il s'agit d'un classement très vaste, comprenant de nombreux éléments architecturaux (dépendances, palais, tours, murs d'enceinte, édifices communs, écuries, etc.). L'ensemble est un site archéologique inscrit le 25 mars 1941. La tour Fabri fait l’objet d’un classement au titre des monuments historiques depuis le 29 janvier 1902. Enfin, le terrain près de la tour des Fromages fait l’objet d’un classement au titre des monuments historiques depuis le 5 septembre 1960.

## Manuscrit et trésor

### Le manuscrit retrouvé de Cluny

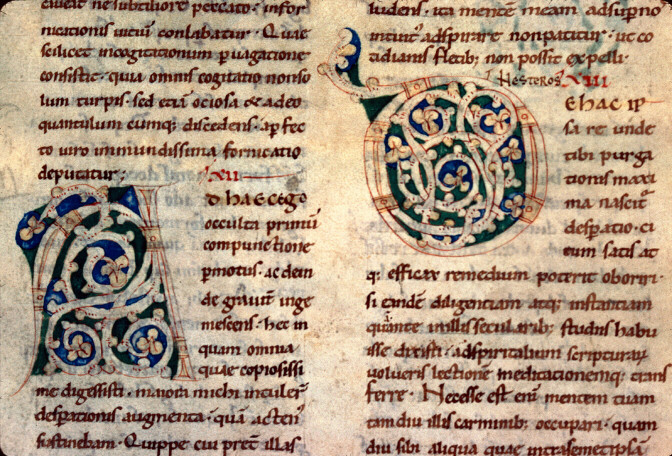
Le manuscrit retrouvé de Cluny (vue partielle).

À la Révolution, en 1798, l'abbaye est vendue pour servir de carrière de pierres, ses archives sont brûlées et la bibliothèque des moines bénédictins est saccagée. Avec les autres manuscrits, le traité de l'organisation monastique De Institutis coenobiorum, recopié d'après un texte du Ve siècle du moine Jean Cassien, est confié au collège de la ville, puis disparaît. Tout au long du XIXe siècle, la Bibliothèque nationale de France en rachète des fragments sur le marché. Un maigre extrait de quatre pages se trouve en la possession de la bibliothèque municipale de Mâcon. Mais le texte principal est introuvable.
En avril 2008, dans un catalogue de l'hôtel Drouot, une pièce présentée comme datant du XIIe siècle et sans origine géographique est mise en vente et repérée par un ancien conservateur général des manuscrits de la BnF. Après une rapide enquête sur les bases de données du ministère de la Culture, notamment la « Base enluminures » et le catalogue général des manuscrits des bibliothèques publiques, le spécialiste acquiert la conviction qu'il s'agit du fameux manuscrit. Alors qu'il a été acheté par un acquéreur privé pour 53 000 euros, l'État parvient à convaincre celui-ci que l'objet, considéré comme Trésor national, avait été soustrait illégalement des collections publiques au XIXe siècle. Le ministère de la Culture en obtient restitution contre indemnisation.
Neuf cents ans après avoir été écrit, ce manuscrit enluminé De institutis coenobiorum et de octo principalium vitiorum remediis, recopié par un moine copiste de l'abbaye de Cluny entre 1075 et 1100, disparu depuis plus de deux siècles, a rejoint les collections de la BnF sous la référence NAL 2694,.

### Le trésor médiéval de l'abbaye
Dans le cadre d'une opération de fouille, plus de 2 200 deniers et oboles en argent, 21 dinars d'or almoravides appelés marabotins, un anneau sigillaire et d'autres éléments en or sont découverts sur le site de l'abbaye en septembre 2017,. Il s'agit d'une découverte majeure, car c'est la première fois qu'on retrouve un tel trésor réuni dans un même ensemble clos.

## Héraldique

Blason de l'abbaye de Cluny.

Armes de l'abbaye de Cluny : « de gueules, à deux clefs d'or en sautoir, traversées d'une épée en pal, à lame d'argent, la poignée d'or en pointe. » La clef et l'épée font référence respectivement à saint Pierre et à saint Paul, auxquels l'abbaye est consacrée. Les clefs en sautoir seraient une faveur papale.

## Religieux célèbres de l'abbaye
- Geoffroy II de Semur ou III, frère d'Hugues : Il fonde en 1056 le monastère de Marcigny avec son frère Hugues et, en 1060, figure avec son jeune fils dans la charte de fondation de l'abbaye de Saint-Rigaud. Il se retire, après le décès de son épouse en 1088, à l'abbaye de Cluny et reçoit l'habit de l'ordre des mains de son frère. Il est le père de Raingarde de Semur. Il meurt à l'abbaye le 24 mai 1123.
- Raoul Glaber (v. 985-av. 1050), moine chroniqueur de son temps.
- Morand de Cluny (? -1115), saint patron de la vigne et du vin, est moine à Cluny.
- Pierre le Vénérable (1092-1156), abbé dès 1122, réforme les finances de l'abbaye. Il est considéré comme le dernier des grands abbés de Cluny.

## Abbayes et prieurés dépendants

### Abbayes
- abbaye de Charlieu, avec ses dépendances en 932 (930), devenue prieuré en 1040, confirmée par une bulle de Pascal II de 1100[53].
- abbaye Saint-Sébastien de Manglieu.
- abbaye de Mozac depuis 1095, avec sa quarantaine de prieurés dans le diocèse de Clermont.
- abbaye de Romainmôtier, le plus ancien monastère de Suisse.
- Abbaye Sainte-Marie-et-Saint-Michel de Goudargu (Isèrees de 1065 à 1095. C'est le comte Raymond de Saint-Gilles qui donne cette abbaye à Cluny, mais en 1095 il la donne à l'abbaye de la Chaise-Dieu. Les moines de l'abbaye d'Aniane qui en sont les fondateurs et les propriétaires portent l'affaire devant le pape Pascal II qui confirmera les droits d'Aniane en 1113, mais la Chaise-Dieu revendiquera à son tour en 1119 : peine perdue, puisque le nouveau souverain pontife Calixte II maintiendra la décision de son prédécesseur[54].

### Prieurés
Les « cinq filles » de Cluny :
- prieuré Notre-Dame de La Charité-sur-Loire ;
- prieuré Saint-Pierre-et-Saint-Paul de Souvigny ;
- abbaye puis prieuré de Sauxillanges ;
- prieuré de Saint-Martin-des-Champs de Paris, en 1079 ;
- prieuré Saint-Pancrace de Lewes en Angleterre.

Ainsi que :
- prieuré de Saint-Victor d'Ajoux sur le mont Saint-Rigaud, en 929.
- prieuré de Paray-le-Monial, le 5 mai 999, donation de Hugues de Chalon, comte de Chalon et évêque d'Auxerre ;
- prieuré de Domène, Isère, vers 1027 ;
- prieuré Notre-Dame de Vaux-sur-Poligny en 1029;
- prieuré Notre-Dame de Longpont à Longpont-sur-Orge, vers 1030 ;
- prieuré de Rüeggisberg (Suisse) vers 1075 ;
- prieuré de Saint Pierre d'Allevard, Isère, en 1082 ;
- prieuré de Froville de 1091 à 1303, le prieuré a été uni à l'abbaye de Sainte-Marie-au-Bois[55].
- prieuré de Grandchamp, au XIe siècle.
- prieuré de Vaucluse, en 1107.
- prieuré de Mouthier-Haute-Pierre, vers 1120 ;
- prieuré de Prin, avant 1132, aujourd’hui sur la commune de La Tranclière ;
- prieuré Notre-Dame du Pré de Donzy ;
- prieuré Saint-Pierre-et-Saint-Paul de Sémelay ;

## Vues de l'abbaye

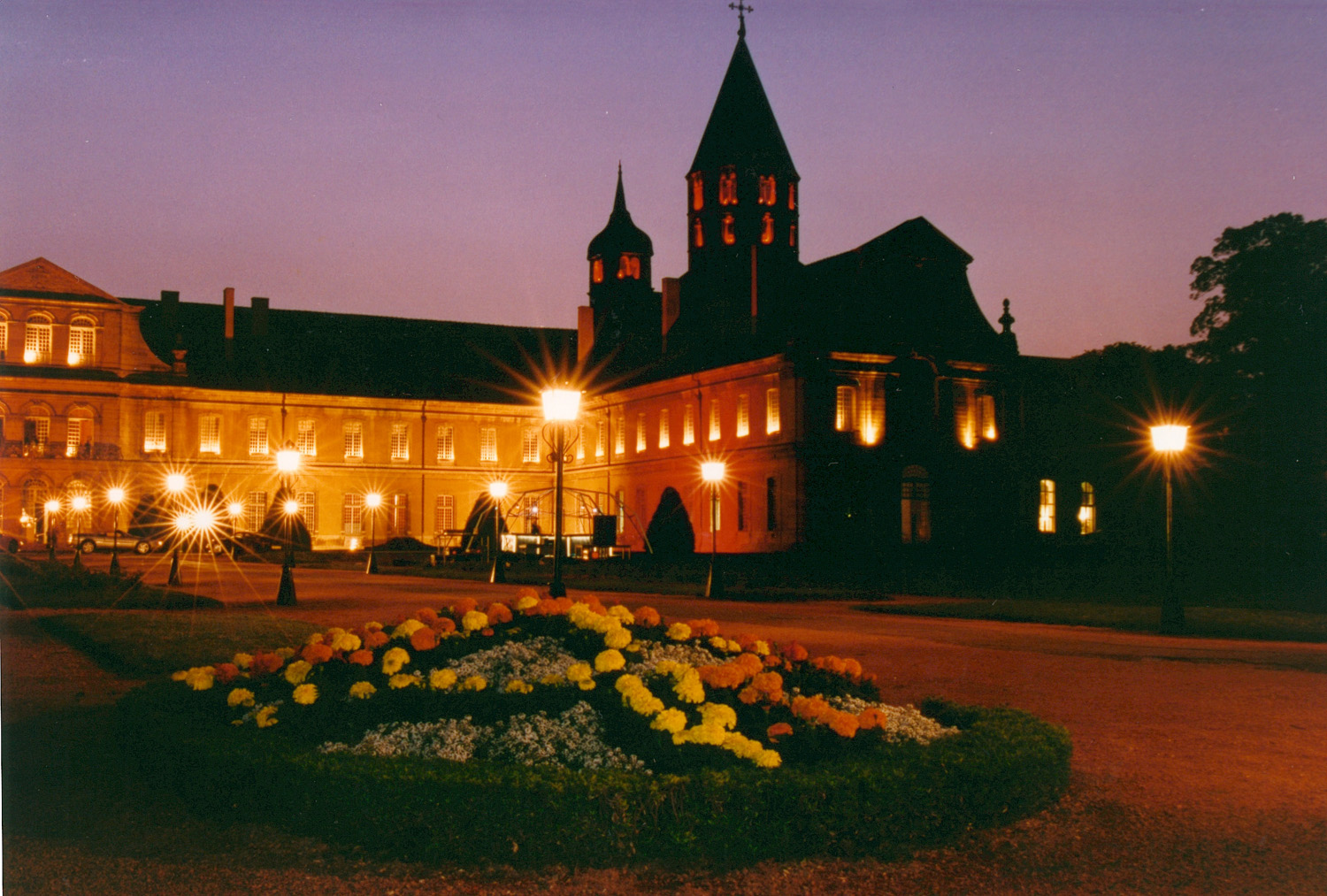
L'abbaye de Cluny pendant le Grand Gala des Arts-et-Métiers.
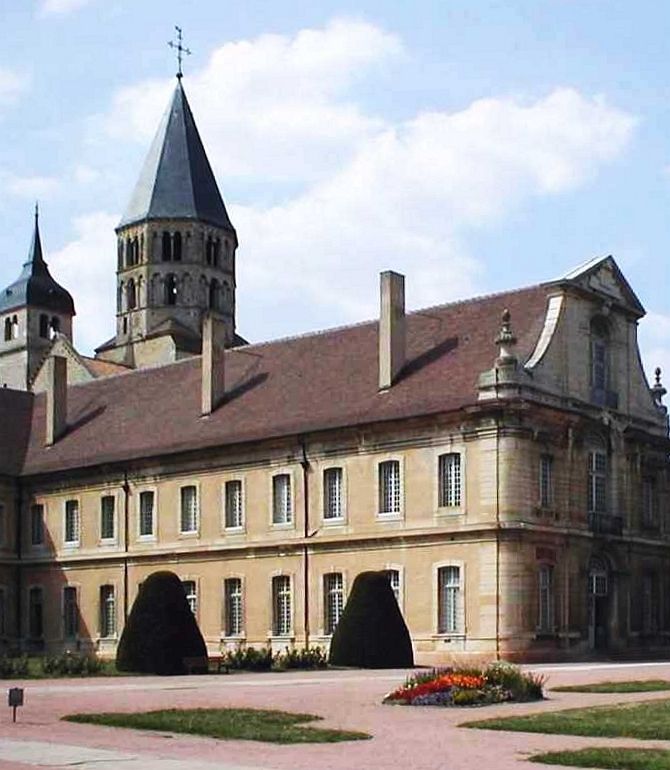
L'abbaye de Cluny aujourd'hui.
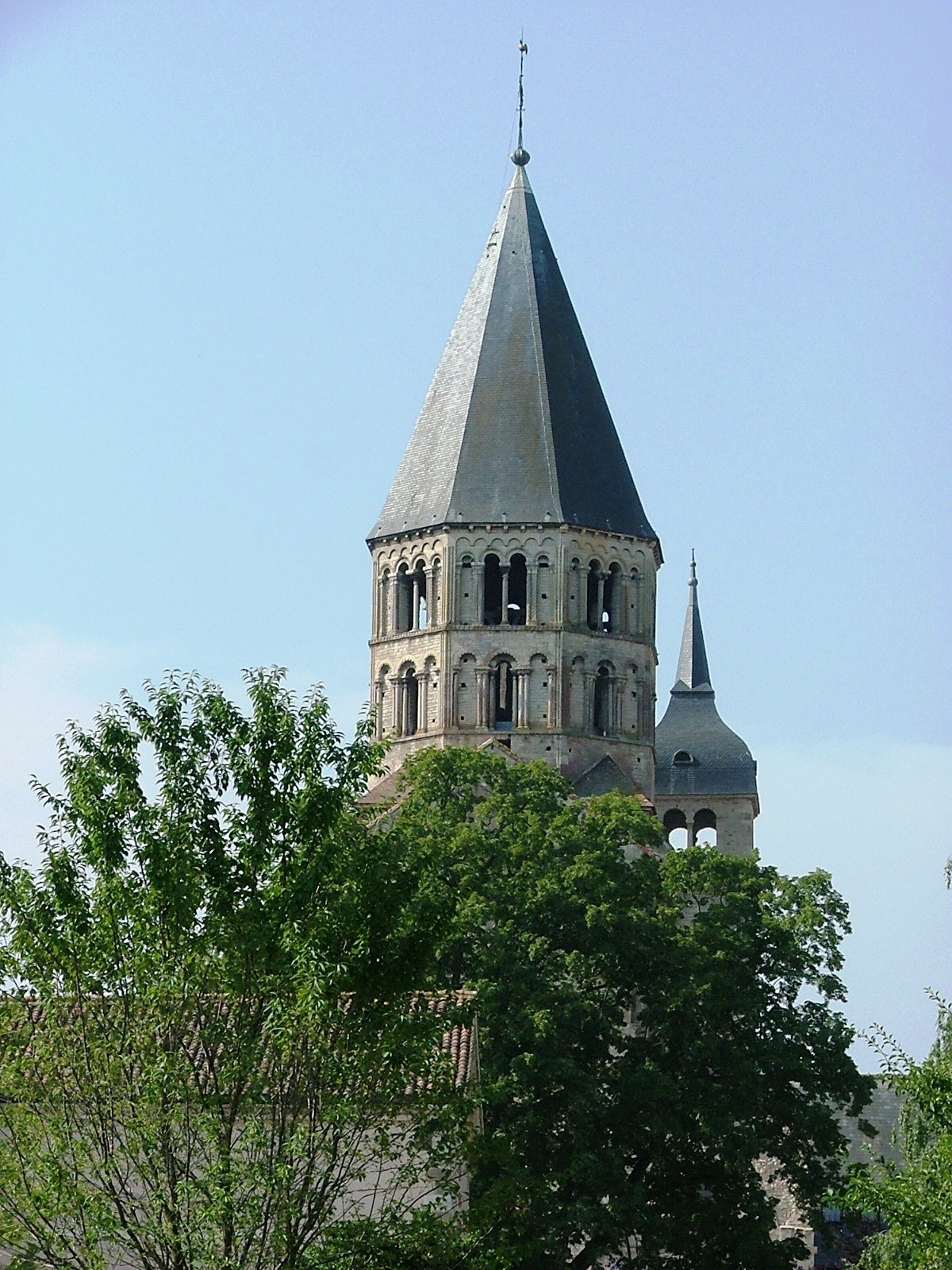
Le clocher de l'abbaye.
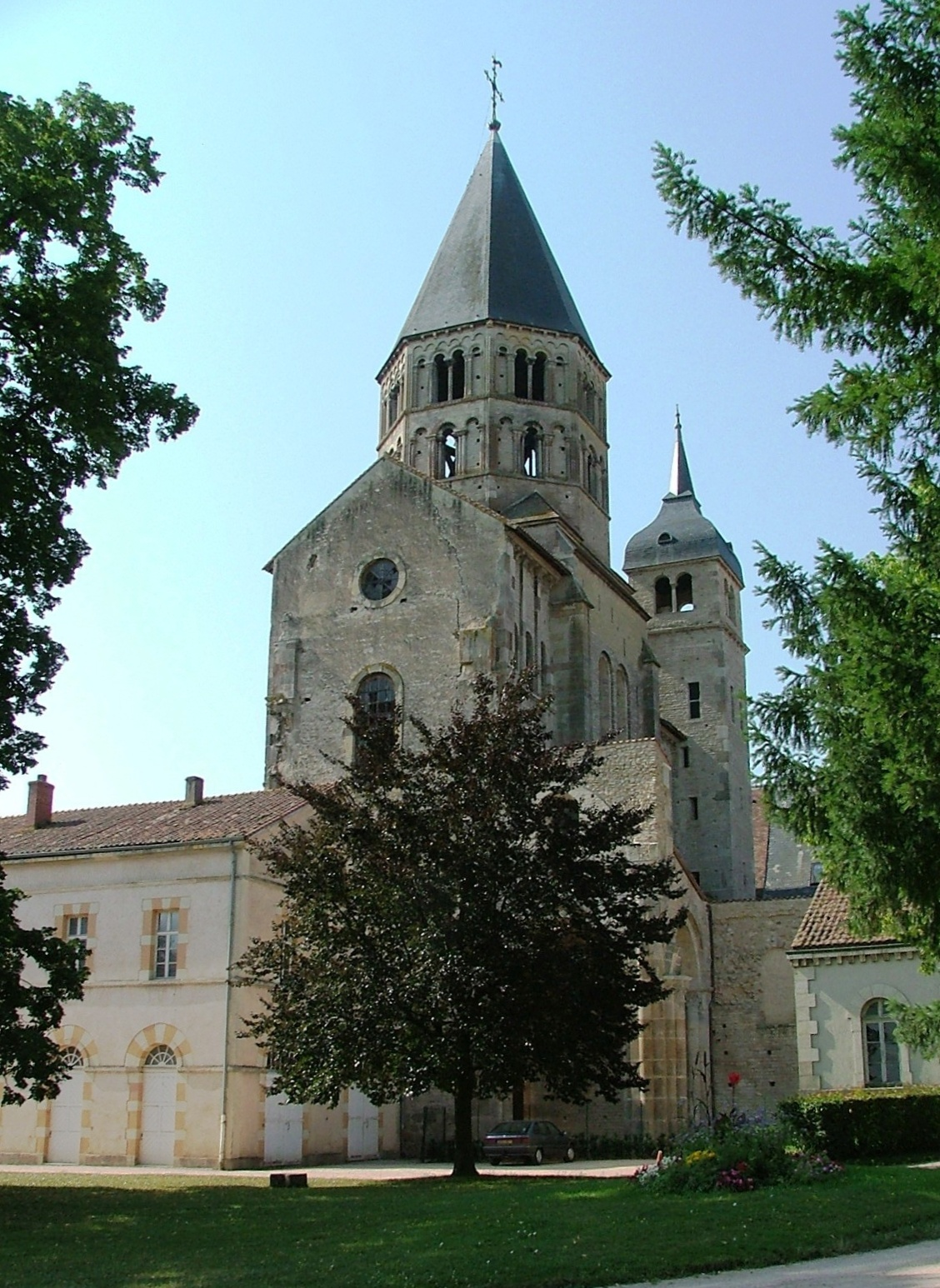
Le clocher de l'abbaye.
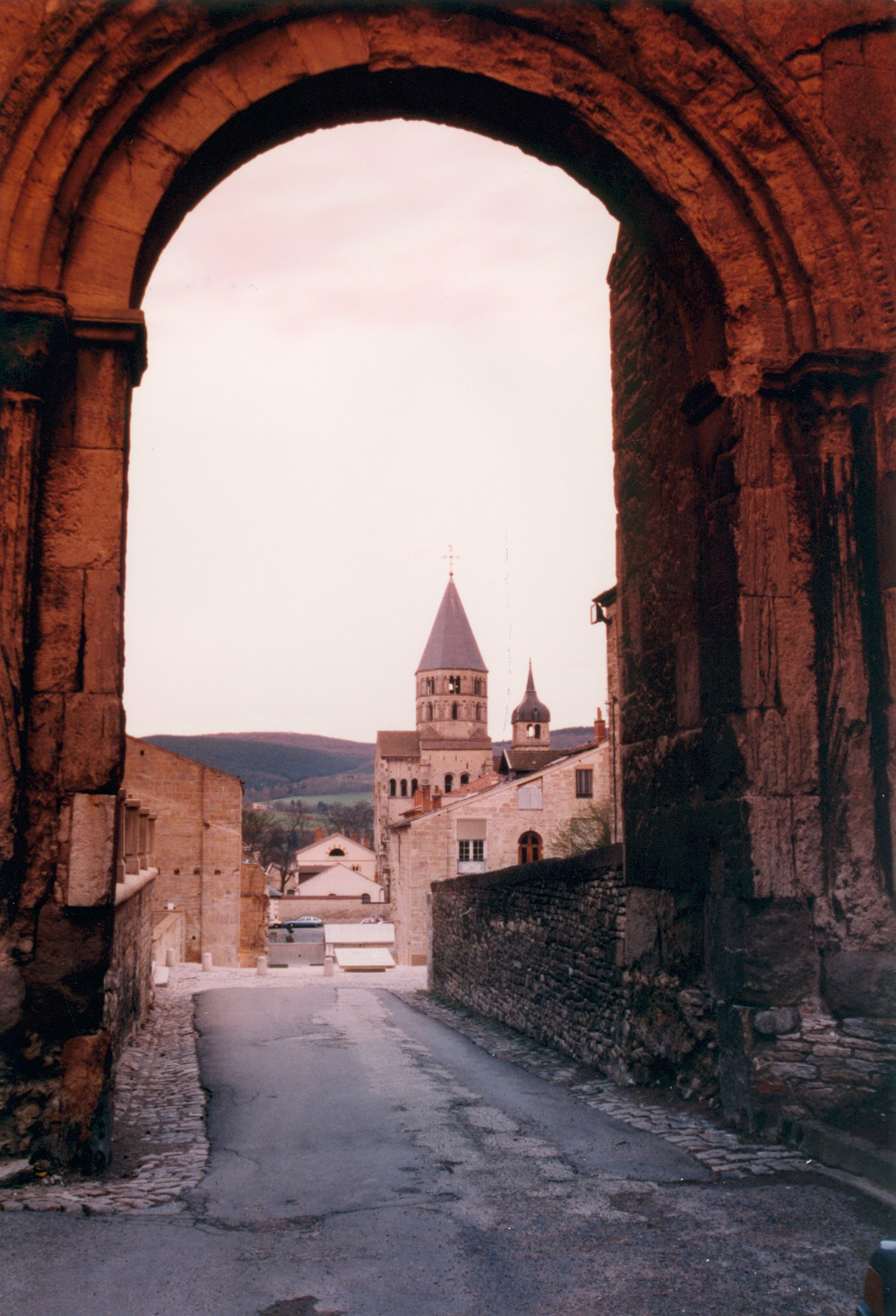
Le clocher de l'abbaye vu depuis la porte d'honneur (ancienne porterie).
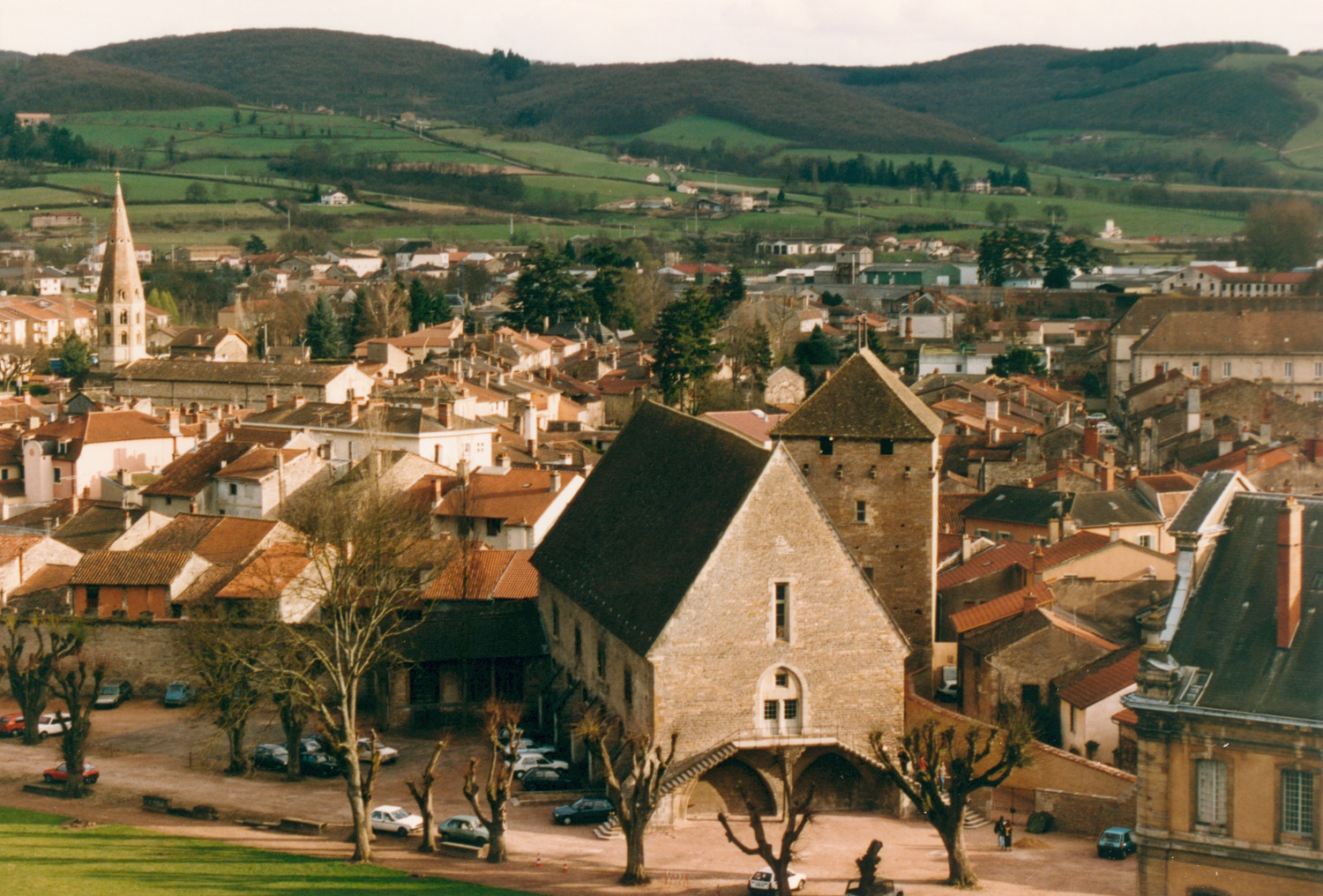
Le farinier de l'abbaye vu depuis le clocher.
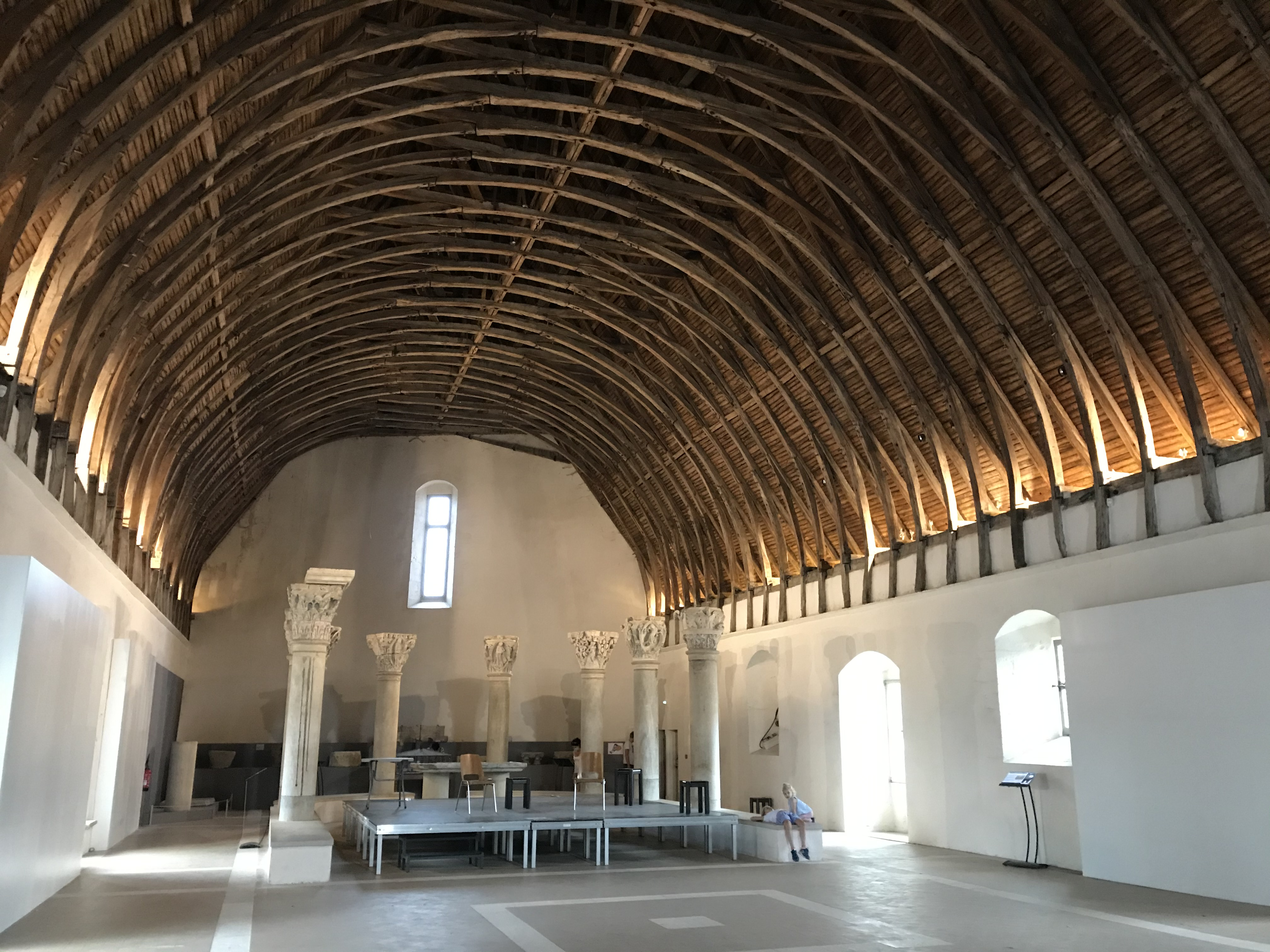
Charpente du Farinier de l'abbaye de Cluny.

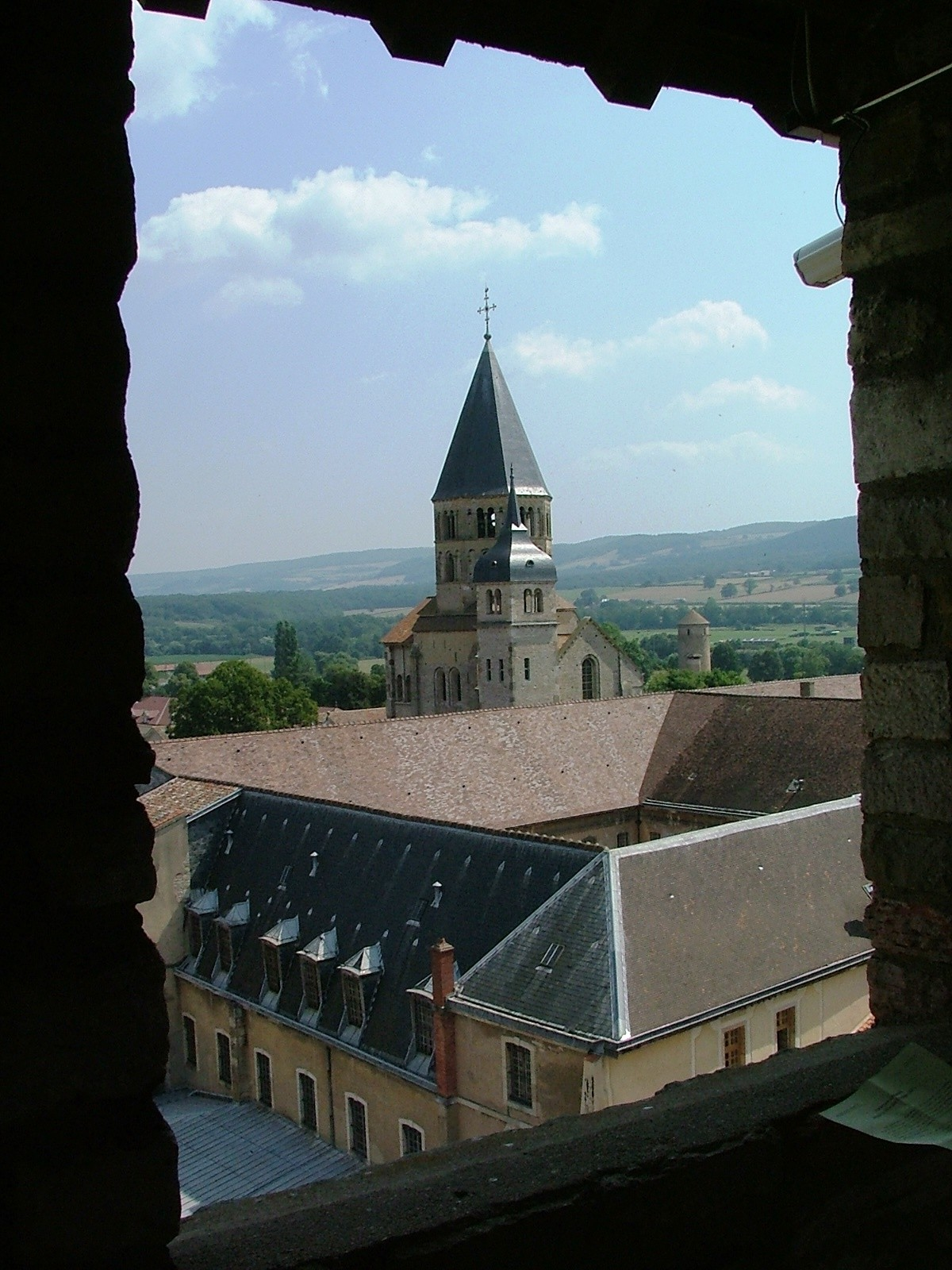
Abbaye de Cluny depuis la tour des Fromages.
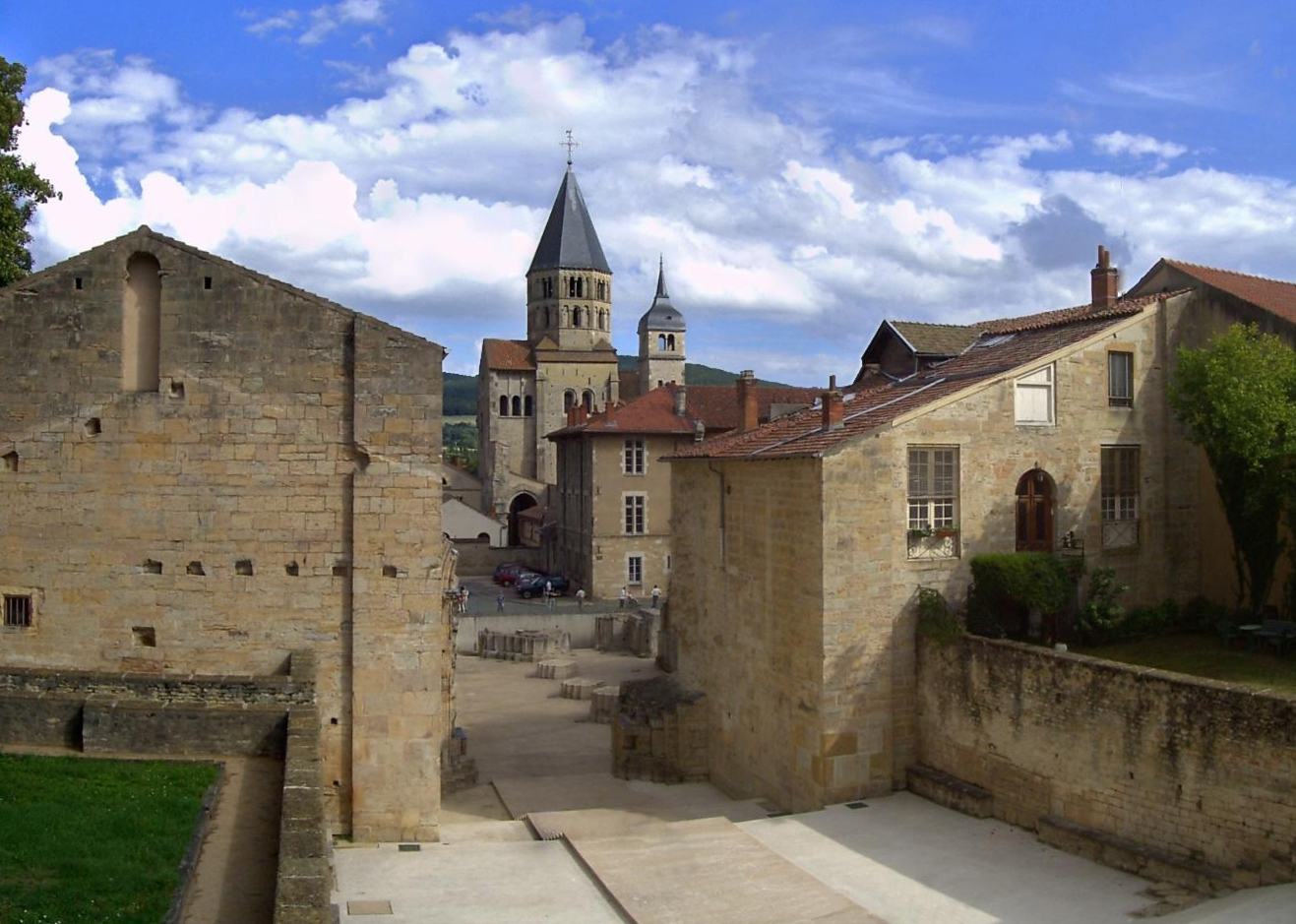
Abbaye de Cluny : allée centrale.
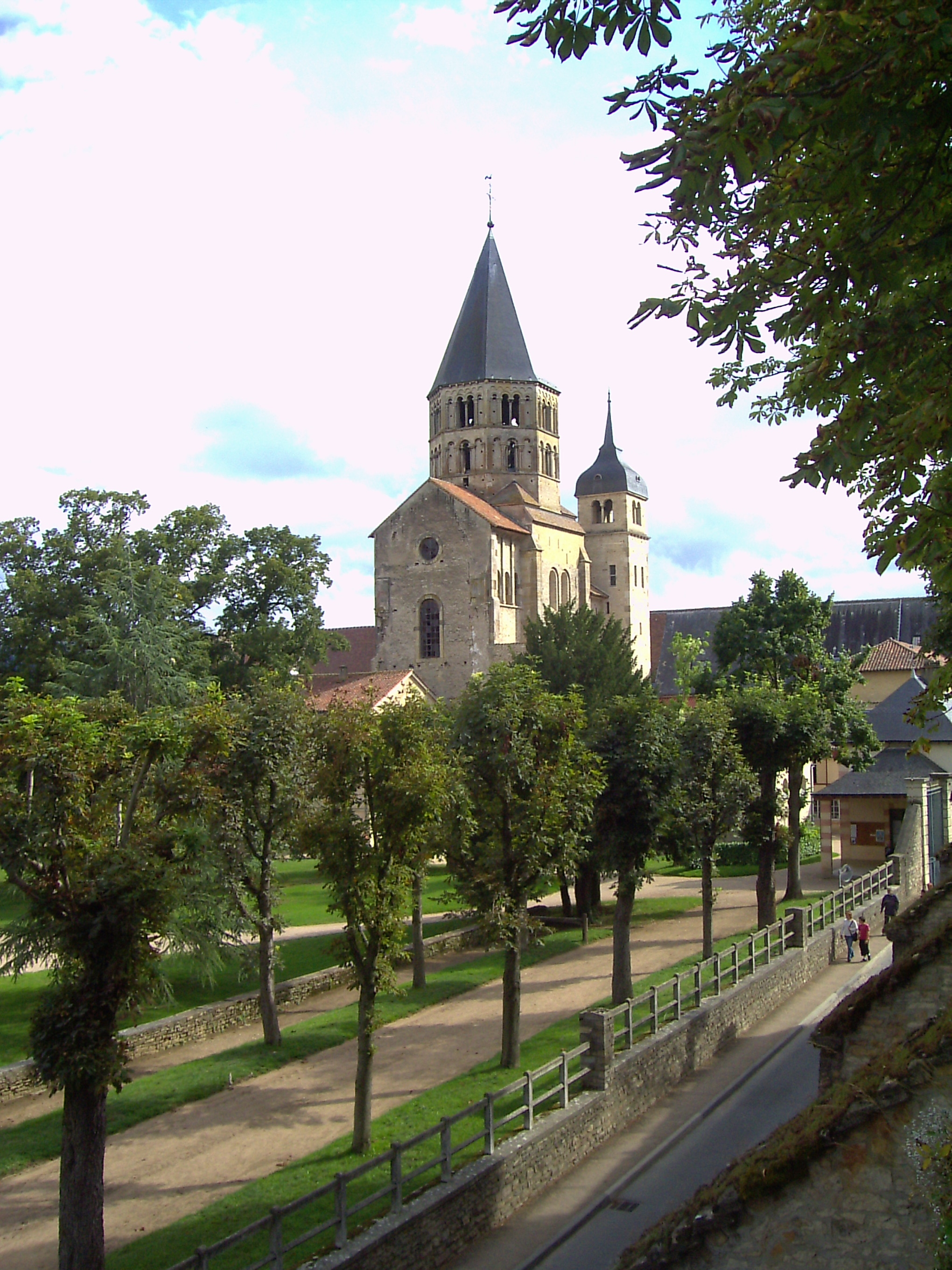
Clochers de Cluny.
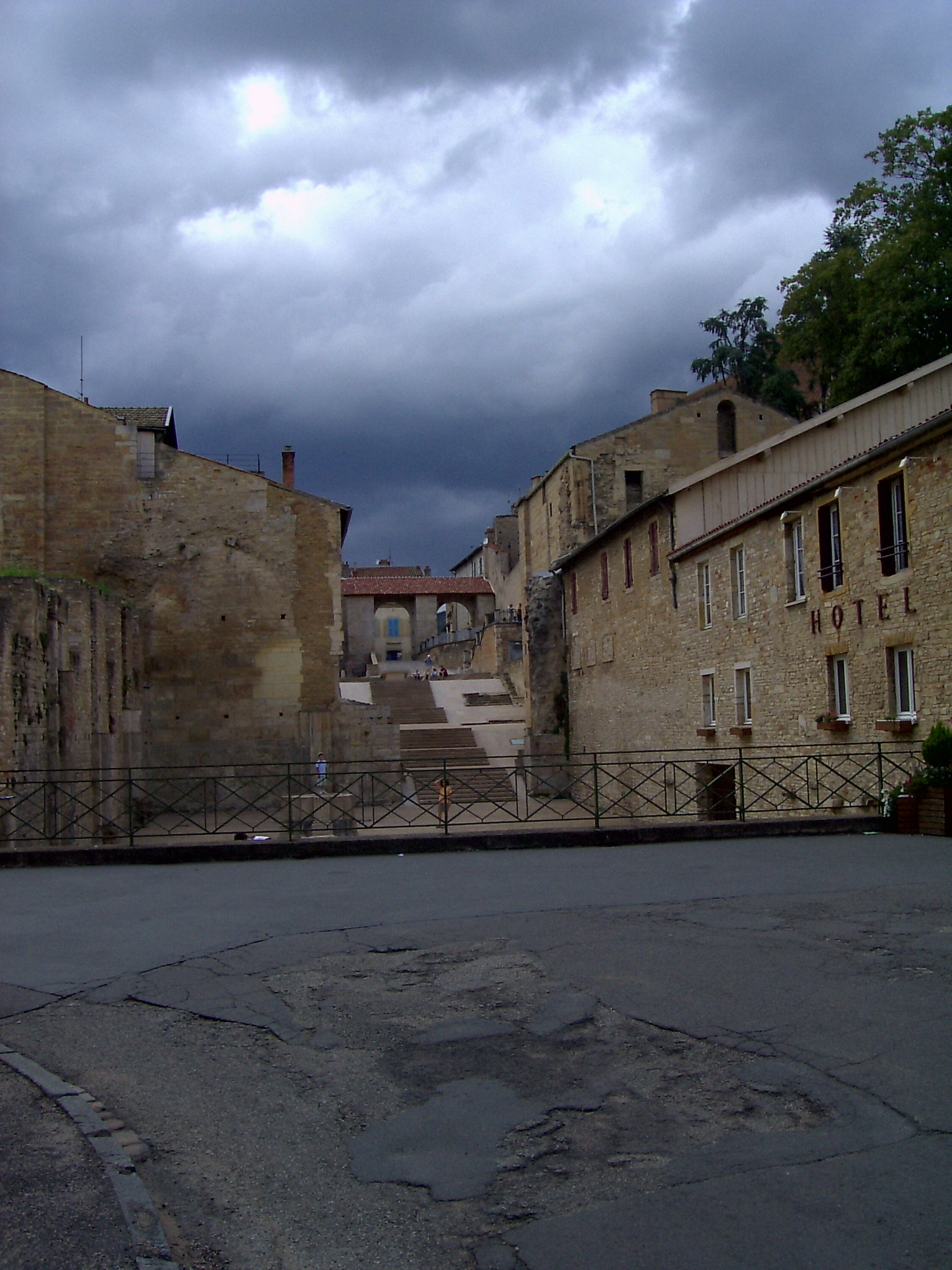
Orage sur l'abbaye.
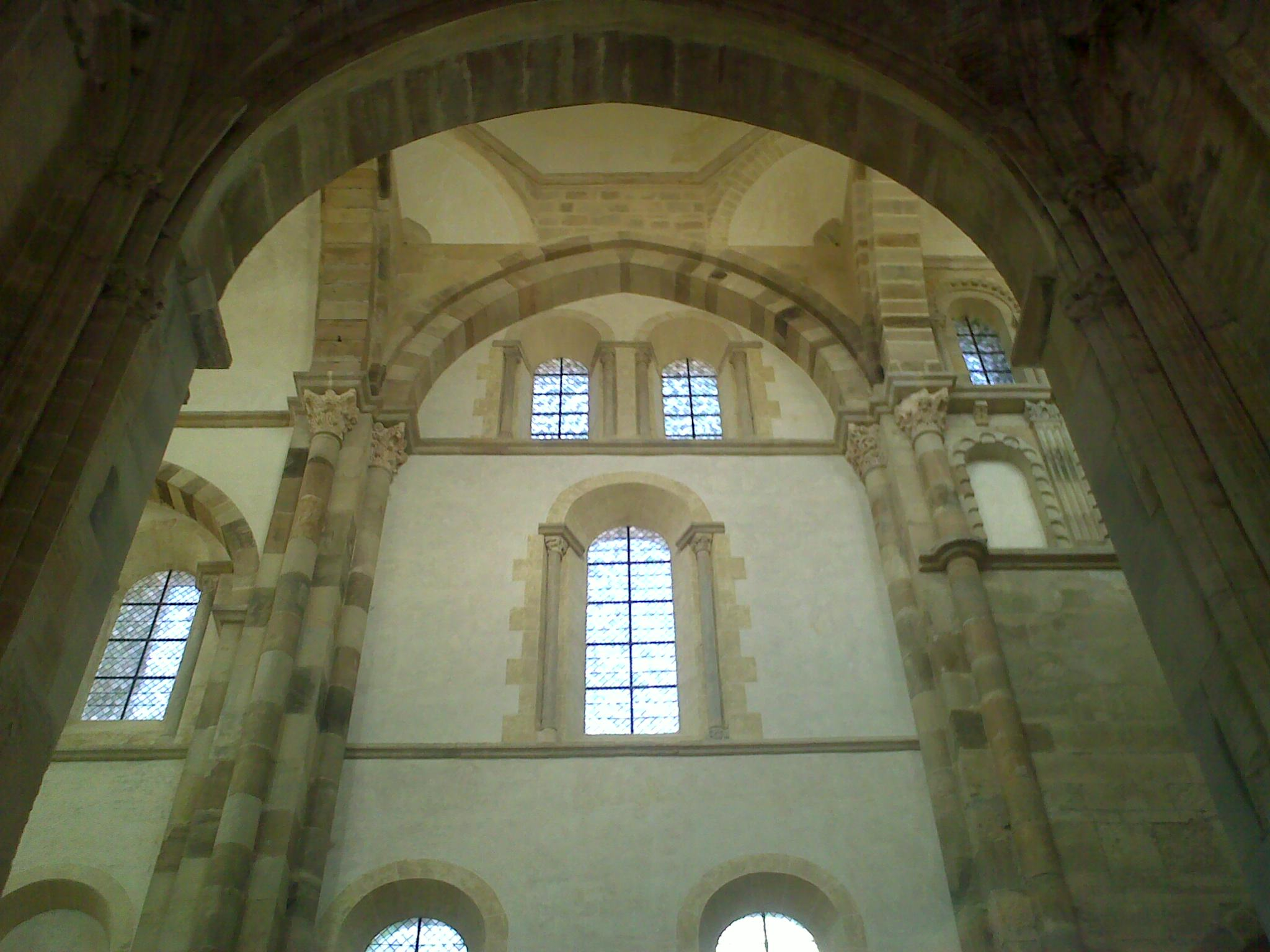
La voûte du clocher.
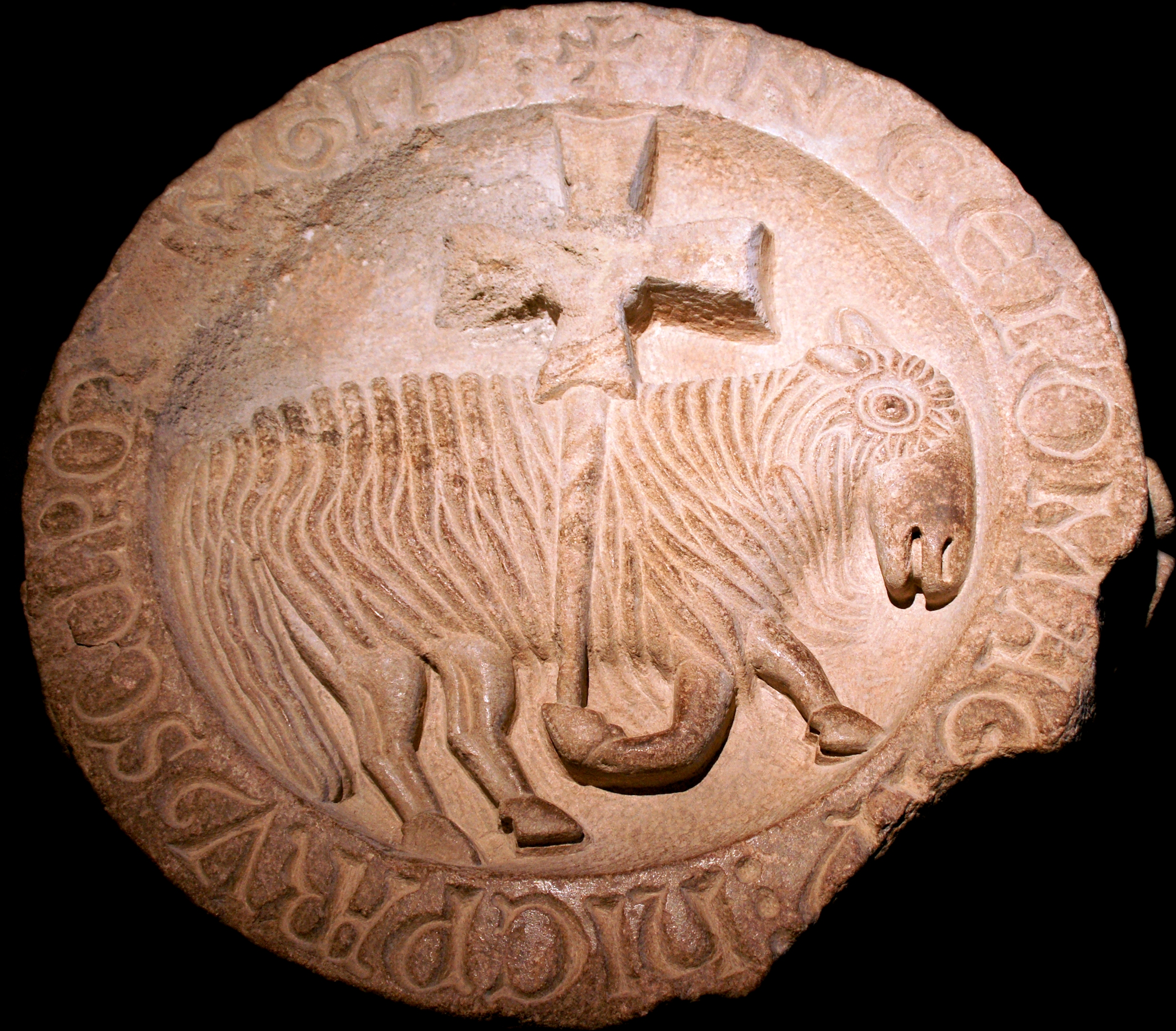
Clé de voûte de l'abbaye de Cluny III : agneau pascal.

## Œuvres de fiction sur Cluny
- Helen Constance White, To the End of the World, Macmillan, 1939. Roman historique.
- Alcante, Luca Malisan, Paolo Francescutto, La Conjuration de Cluny, 2010, Glénat/Les éditions du patrimoine. Bande dessinée.